# Йылдыз, Сейхан
Сейхан Йылдыз (нем. Seyhan Yildiz, 30 апреля 1989 года, Грабс, Швейцария) — лихтенштейнский футболист, защитник клуба «Руггелль». Уроженец  Швейцарии турецкого происхождения, игрок национальной сборной Лихтенштейна.

## Карьера

### Клубная карьера
Сейхан Йылдыз начал карьеру в молодёжном составе клуба «Вадуц». Летом 2007 года перешёл в швейцарскую команду «Альтштеттен», выступавшую в Региональной лиге. В следующем сезоне стал игроком «Ландкварта». но в марте 2009 года уехал в Австрию, во вторую команду «Аустрии». В январе 2010 года вернулся в Швейцарию, в клуб «Виднау». Затем играл за «Шан» в Лихтенштейне, в 2013 году перешёл в «Бальцерс».
В 2022 году, после вылета клуба «Бальцерса» из Первой лиги перешёл в «Эшен-Маурен».

### Карьера в сборной
Дебютировал за сборную Лихтенштейна 6 февраля 2013 года в товарищеском матче с Азербайджаном, заменив Андреаса Кристена на 85 минуте матча.